# Терентьев, Юрий Васильевич (генерал-лейтенант)
Юрий Васильевич Терентьев (1930—2017) — советский военный деятель, кандидат военных наук, генерал-лейтенант. Начальник штаба и первый заместитель командующего 31-й ракетной армии (1974—1976). Заместитель начальника Главного штаба РВСН СССР — РВСН РФ (1976—1992).

## Биография
Родился 10 ноября 1930 года в Москве.
С 1947 по 1949 год обучался в Киевском артиллерийском подготовительном училище и с 1949 по 1951 год в Киевском артиллерийском Краснознамённом училище имени С. М. Кирова. С 1951 по 1958 год служил в составе Группы Советских войск в Германии на различных командных должностях в ракетно-артиллерийских частях: командир огневого взвода, командир батареи управления и заместитель командира дивизиона артиллерийского полка.
С 1958 по 1961 год обучался в Военной академии имени М. В. Фрунзе. С 1961 года служил в составе Ракетных войск стратегического назначения СССР. С 1961 по 1974 году служил на различных командно-штабных должностях, в том числе начальником штаба и командиром ракетного полка, заместителем командира ракетной дивизии. С 1970 по 1974 год — командир 27-й ракетной дивизии, в составе частей дивизии под руководством И. П. Горбунова состояли семнадцать пусковых ракетных установок с межконтинентальной баллистической ракетой «Р-16».
С 1974 по 1976 год — начальник штаба — первый заместитель командующего и член Военного совета 31-й ракетной армии, в состав соединений армии входили стоят ракетные комплексы Р-36М2 и РС-24. С 1976 по 1992 год — начальник Организационно-мобилизационного управления и заместитель начальника Главного штаба РВСН СССР — РВСН РФ. С 1992 после увольнения в запас Ю. В. Терентьев в качестве консультанта работал в Управлении военной политики Министерства обороны Российской Федерации. С 1996 по 2013 год на научно-исследовательской работе в Военной академии РВСН имени Петра Великого в качестве старшего научного сотрудника.
Скончался 29 апреля 2013 года в Москве, похоронен на Троекуровском кладбище.

## Высшие воинские звания
- Генерал-майор (4.11.1973)
- Генерал-лейтенант (30.10.1978)[6]

## Награды
- Орден Красного Знамени
- Орден Трудового Красного Знамени
- Орден Красной Звезды
- Орден «За службу Родине в Вооружённых Силах СССР» III степени[1]